# Kalijum superoksid
Kalijum superoksid je hemijsko jedinjenje sa formulom KO2. Ova retka so superoksidnog jona se formira sagorevanjem rastopljenog kalijuma u čistom kiseoniku. Kalijum superoksid se koristi kao oksidacioni agens u industrijskoj hemiji, kao sredstvom za uklanjanje 2 i 2O iz vazduha, i kao O2 generator u bocama za ronjenje, svemirskim letelicama podmornicama
Važne reakcije:

-{4 KO2 + 2 CO2 → 2 K2CO3 + 3 O2
}-

## Strukturni trendovi
Derivati-dioksidaa, O2, imaju karakteristično O-O rastojanje koje je u korelaciji sa redom O-O veze.
| Dikiseonikčno jedinjenje | Ime               | O-O rastojanje u Å | Red O-O veze |
| ------------------------ | ----------------- | ------------------ | ------------ |
| O2+                      | -dioksidni katjon | 1.12               | 2.5          |
| O2                       | dikiseonik        | 1.21               | 2            |
| O2-                      | superoksid        | 1.28               | 1.5          |
| O22-                     | peroksid          | 1.49               | 1            |